# Montgesty
Montgesty est une commune française, située dans l'ouest du département du Lot en région Occitanie.
Elle est dans la Bouriane, région naturelle sablonneuse et collinaire couverte de forêt avec comme essence principale des châtaigniers.
La commune est exposée à un climat océanique altéré. Aucun cours d'eau permanent n'y est répertorié. Elle est incluse dans le bassin de la Dordogne.
Montgesty est une commune rurale qui compte 320 habitants en 2022, après avoir connu un pic de population de 1 766 habitants en 1806.  Elle fait partie de l'aire d'attraction de Cahors. Ses habitants sont appelés les Montgesticois ou  Montgesticoises.

## Géographie

### Communes limitrophes
Les communes limitrophes sont  Catus, Gindou, Les Arques, Lherm, Pontcirq, Saint-Médard et Thédirac.
| Les Arques | Gindou       | Thédirac |
| Lherm      | Montgesty    | Catus    |
| Pontcirq   | Saint-Médard |          |

### Climat
Pour des articles plus généraux, voir Climat de l'Occitanie et Climat du Lot.
En 2010, le climat de la commune est de type climat océanique altéré, selon une étude s'appuyant sur une série de données couvrant la période 1971-2000. En 2020, Météo-France publie une typologie des climats de la France métropolitaine dans laquelle la commune est toujours exposée à un climat océanique altéré et est dans la région climatique Aquitaine, Gascogne, caractérisée par une pluviométrie abondante au printemps, modérée en automne, un faible ensoleillement au printemps, un été chaud (19,5 °C), des vents faibles, des brouillards fréquents en automne et en hiver et des orages fréquents en été (15 à 20 jours).
Pour la période 1971-2000, la température annuelle moyenne est de 12,1 °C, avec une amplitude thermique annuelle de 15,4 °C. Le cumul annuel moyen de précipitations est de 916 mm, avec 11,2 jours de précipitations en janvier et 6,3 jours en juillet. Pour la période 1991-2020, la température moyenne annuelle observée sur la station météorologique la plus proche, située sur la commune d'Anglars-Juillac à 13 km à vol d'oiseau, est de 13,5 °C et le cumul annuel moyen de précipitations est de 822,6 mm,. Pour l'avenir, les paramètres climatiques de la commune estimés pour 2050 selon différents scénarios d’émission de gaz à effet de serre sont consultables sur un site dédié publié par Météo-France en novembre 2022.

### Milieux naturels et biodiversité

#### Espaces protégés
La protection réglementaire est le mode d’intervention le plus fort pour préserver des espaces naturels remarquables et leur biodiversité associée,.
La commune fait partie de la zone de transition du bassin de la Dordogne, un territoire d'une superficie de 1 880 258 ha reconnu réserve de biosphère par l'UNESCO en juillet 2012,.

## Urbanisme

### Typologie
Au 1er janvier 2024, Montgesty est catégorisée commune rurale à habitat très dispersé, selon la nouvelle grille communale de densité à sept niveaux définie par l'Insee en 2022.
Elle est située hors unité urbaine. Par ailleurs la commune fait partie de l'aire d'attraction de Cahors, dont elle est une commune de la couronne,. Cette aire, qui regroupe 78 communes, est catégorisée dans les aires de 50 000 à moins de 200 000 habitants,.

### Occupation des sols
L'occupation des sols de la commune, telle qu'elle ressort de la base de données européenne d’occupation biophysique des sols Corine Land Cover (CLC), est marquée par l'importance des territoires agricoles (51,4 % en 2018), une proportion sensiblement équivalente à celle de 1990 (51,5 %). La répartition détaillée en 2018 est la suivante : 
zones agricoles hétérogènes (50,6 %), forêts (44,7 %), zones urbanisées (3,9 %), prairies (0,8 %). L'évolution de l’occupation des sols de la commune et de ses infrastructures peut être observée sur les différentes représentations cartographiques du territoire : la carte de Cassini (XVIIIe siècle), la carte d'état-major (1820-1866) et les cartes ou photos aériennes de l'IGN pour la période actuelle (1950 à aujourd'hui).

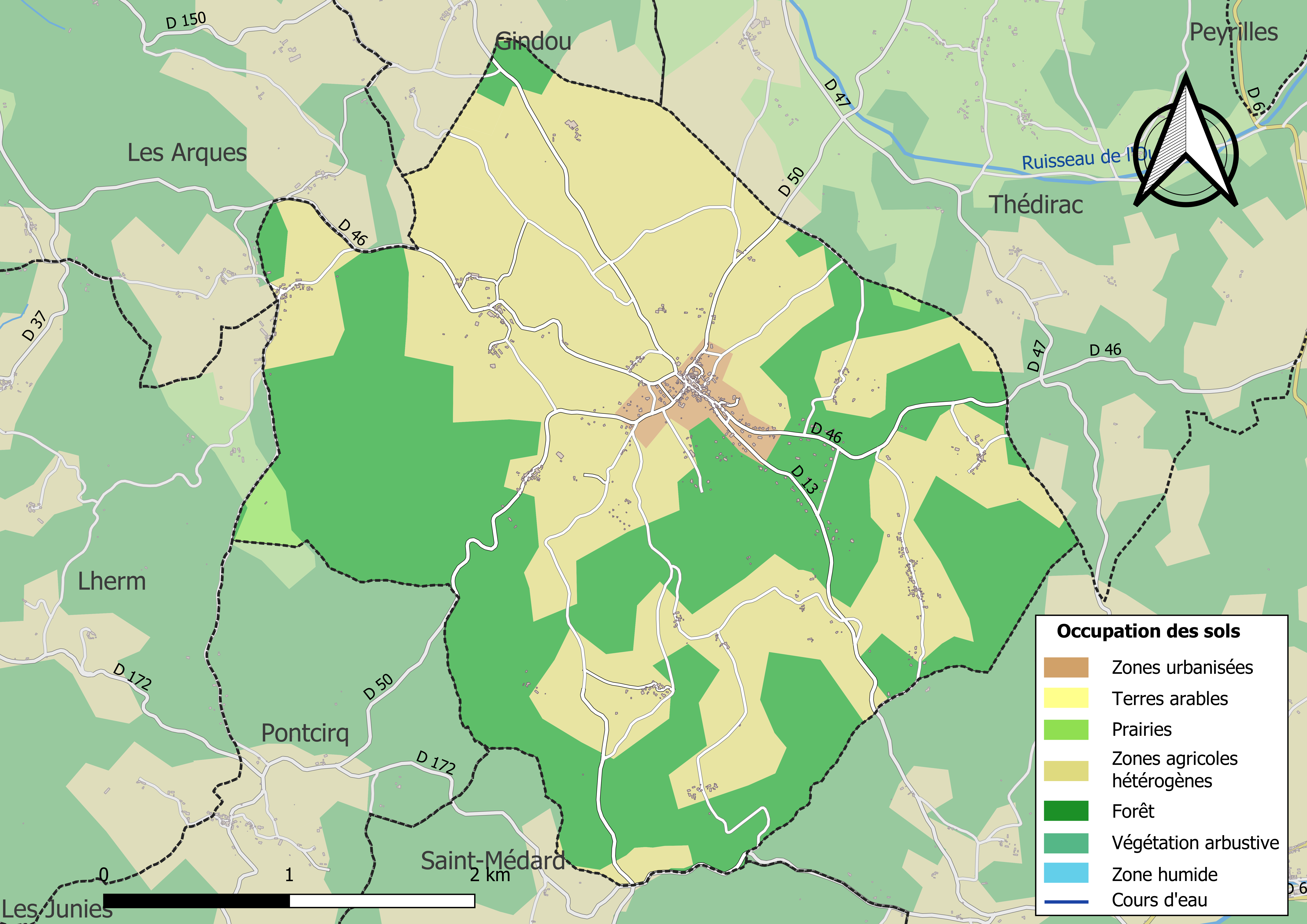
Carte des infrastructures et de l'occupation des sols de la commune en 2018 (CLC).

### Risques majeurs
Le territoire de la commune de Montgesty est vulnérable à différents aléas naturels : météorologiques (tempête, orage, neige, grand froid, canicule ou sécheresse), feux de forêts, mouvements de terrains et séisme (sismicité très faible). Un site publié par le BRGM permet d'évaluer simplement et rapidement les risques d'un bien localisé soit par son adresse soit par le numéro de sa parcelle.
Montgesty est exposée au risque de feu de forêt. Un plan départemental de protection des forêts contre les incendies a été approuvé par arrêté préfectoral le 30 novembre 2015 pour la période 2015-2025. Les propriétaires doivent ainsi couper les broussailles, les arbustes et les branches basses sur une profondeur de 50 mètres, aux abords des constructions, chantiers, travaux et installations de toute nature, situées à moins de 200 mètres de terrains en nature
de bois, forêts, plantations, reboisements, landes ou friches. Le brûlage des déchets issus de l’entretien des parcs et jardins des ménages et des collectivités est interdit. L’écobuage est également interdit, ainsi que les feux de type méchouis et barbecues, à l’exception de ceux prévus dans des installations fixes (non situées sous couvert d'arbres) constituant une dépendance d'habitation.

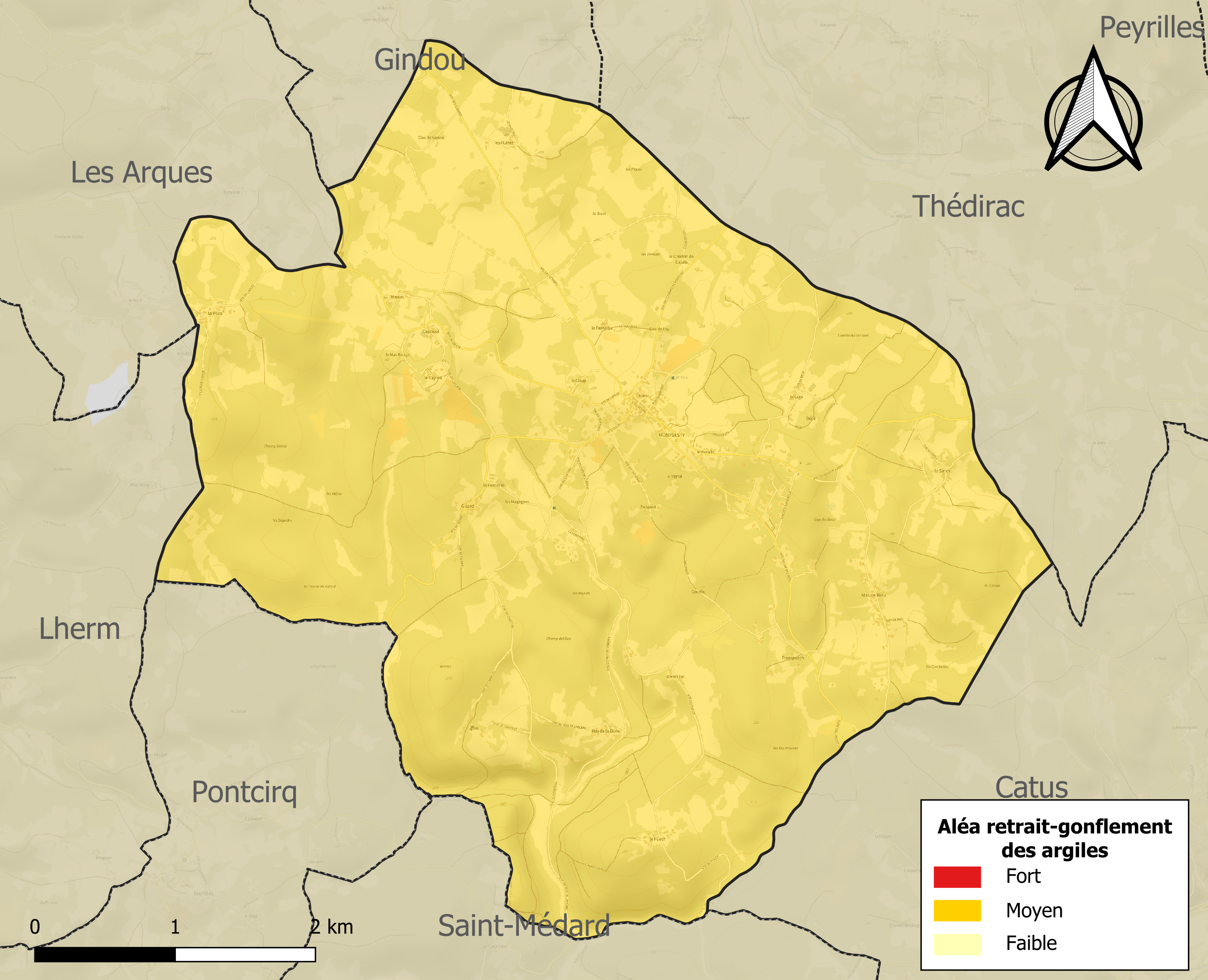
Carte des zones d'aléa retrait-gonflement des sols argileux de Montgesty.

Les mouvements de terrains susceptibles de se produire sur la commune sont des affaissements et effondrements liés aux cavités souterraines (hors mines), des éboulements, chutes de pierres et de blocs, des glissements de terrain et des tassements différentiels. Par ailleurs, afin de mieux appréhender le risque d’affaissement de terrain, l'inventaire national des cavités souterraines permet de localiser celles situées sur la commune.
Le retrait-gonflement des sols argileux est susceptible d'engendrer des dommages importants aux bâtiments en cas d’alternance de périodes de sécheresse et de pluie. La totalité de la commune est en aléa moyen ou fort (67,7 % au niveau départemental et 48,5 % au niveau national). Sur les 294 bâtiments dénombrés sur la commune en 2019, 294 sont en aléa moyen ou fort, soit 100 %, à comparer aux 72 % au niveau départemental et 54 % au niveau national. Une cartographie de l'exposition du territoire national au retrait gonflement des sols argileux est disponible sur le site du BRGM,.
Par ailleurs, afin de mieux appréhender le risque d’affaissement de terrain, l'inventaire national des cavités souterraines permet de localiser celles situées sur la commune.
La commune a été reconnue en état de catastrophe naturelle au titre des dommages causés par les inondations et coulées de boue survenues en 1982 et 1999. Concernant les mouvements de terrains, la commune a été reconnue en état de catastrophe naturelle au titre des dommages causés par des mouvements de terrain en 1999.

## Toponymie
Le toponyme Montgesty (en occitan Montgestin) est basé sur le mot latin montem qui désigne un endroit élevé et sur gestin venant de gestus qui désignerait un homme maniéré et prétentieux ou un nommé justinus.

## Histoire
Montgesty fut bâti autour de ce qui restait d'un camp militaire romain établi dès le IIe siècle apr. J.-C..
Les Romains, bien installés à Catus, firent des routes dont l'une principale partant de Montauban, traversait Montgesty, après Catus.
Depuis, le village fut toujours là, même s'il fut déserté, pendant plusieurs siècles, après l'invasion anglaise.
Le village garde la mémoire du missionnaire lazariste Jean-Gabriel Perboyre, né ici en 1802 et martyrisé en Chine en 1840.

## Politique et administration
| Période                                  | Période  | Identité             | Étiquette | Qualité |
| ---------------------------------------- | -------- | -------------------- | --------- | ------- |
| 1793                                     | 1795     | Joseph Panouze       |           |         |
| 1795                                     | 1812     | Jean Bonafous        |           |         |
| 1812                                     | 1822     | Pierre Grangie       |           |         |
| 1822                                     | 1845     | Jean Socirat         |           |         |
| 01.1846                                  | 12.1846  | Antoine Vayssie      |           |         |
| 01.1847                                  | 05.1847  | Joseph Salgues       |           |         |
| 1847                                     | 1854     | Jean Joseph Socirat  |           |         |
| 1854                                     | 1876     | Philippe Bourdarie   |           |         |
| 1876                                     | 1884     | M. Brassac           |           |         |
| 1884                                     | 1888     | Jean Pascal Socirat  |           |         |
| 1888                                     | 1896     | Jean Baptiste Rigal  |           |         |
| 1896                                     | 1902     | Jean Calmel          |           |         |
| 2001                                     | 2008     | Patrice Loustal (de) |           |         |
| 2008                                     | En cours | Jean Noël Galthié    |           |         |
| Les données manquantes sont à compléter. |          |                      |           |         |

## Démographie
L'évolution du nombre d'habitants est connue à travers les recensements de la population effectués dans la commune depuis 1793. Pour les communes de moins de 10 000 habitants, une enquête de recensement portant sur toute la population est réalisée tous les cinq ans, les populations de référence des années intermédiaires étant quant à elles estimées par interpolation ou extrapolation. Pour la commune, le premier recensement exhaustif entrant dans le cadre du nouveau dispositif a été réalisé en 2005.

En 2022, la commune comptait 320 habitants, en évolution de −4,48 % par rapport à 2016 (Lot : +1,31 %, France hors Mayotte : +2,11 %).
| 1793 | 1800 | 1806  | 1821 | 1831  | 1836 | 1841 | 1846 | 1851 |
| ---- | ---- | ----- | ---- | ----- | ---- | ---- | ---- | ---- |
| 707  | 564  | 1 766 | 686  | 1 640 | 666  | 687  | 687  | 768  |

| 1856 | 1861 | 1866 | 1872 | 1876 | 1881 | 1886 | 1891 | 1896 |
| ---- | ---- | ---- | ---- | ---- | ---- | ---- | ---- | ---- |
| 764  | 793  | 783  | 800  | 776  | 738  | 723  | 665  | 595  |

| 1901 | 1906 | 1911 | 1921 | 1926 | 1931 | 1936 | 1946 | 1954 |
| ---- | ---- | ---- | ---- | ---- | ---- | ---- | ---- | ---- |
| 514  | 508  | 505  | 449  | 458  | 443  | 415  | 309  | 292  |

| 1962 | 1968 | 1975 | 1982 | 1990 | 1999 | 2005 | 2006 | 2010 |
| ---- | ---- | ---- | ---- | ---- | ---- | ---- | ---- | ---- |
| 299  | 309  | 336  | 325  | 273  | 266  | 280  | 278  | 310  |

| 2015 | 2020 | 2022 | - | - | - | - | - | - |
| ---- | ---- | ---- | - | - | - | - | - | - |
| 333  | 318  | 320  | - | - | - | - | - | - |

## Économie

### Revenus
En 2018, la commune compte 151 ménages fiscaux, regroupant 316 personnes. La médiane du revenu disponible par unité de consommation est de 19 770 € (20 740 € dans le département).

### Emploi
|                | 2008  | 2013  | 2018  |
| -------------- | ----- | ----- | ----- |
| Commune        | 3,8 % | 12 %  | 7,2 % |
| Département    | 7,3 % | 8,9 % | 9,6 % |
| France entière | 8,3 % | 10 %  | 10 %  |

En 2018, la population âgée de 15 à 64 ans s'élève à 159 personnes, parmi lesquelles on compte 70,4 % d'actifs (63,2 % ayant un emploi et 7,2 % de chômeurs) et 29,6 % d'inactifs,. Depuis 2008, le taux de chômage communal (au sens du recensement) des 15-64 ans est inférieur à celui de la France et du département.
La commune fait partie de la couronne de l'aire d'attraction de Cahors, du fait qu'au moins 15 % des actifs travaillent dans le pôle,. Elle compte 41 emplois en 2018, contre 31 en 2013 et 38 en 2008. Le nombre d'actifs ayant un emploi résidant dans la commune est de 103, soit un indicateur de concentration d'emploi de 39,9 % et un taux d'activité parmi les 15 ans ou plus de 39,6 %.
Sur ces 103 actifs de 15 ans ou plus ayant un emploi, 20 travaillent dans la commune, soit 19 % des habitants. Pour se rendre au travail, 88,9 % des habitants utilisent un véhicule personnel ou de fonction à quatre roues, 1 % les transports en commun, 1 % s'y rendent en deux-roues, à vélo ou à pied et 9,1 % n'ont pas besoin de transport (travail au domicile).

### Activités hors agriculture
21 établissements sont implantés  à Montgesty au 31 décembre 2019.
Le secteur des activités spécialisées, scientifiques et techniques et des activités de services administratifs et de soutien est prépondérant sur la commune puisqu'il représente 33,3 % du nombre total d'établissements de la commune (7 sur les 21 entreprises implantées  à Montgesty), contre 13,5 % au niveau départemental.

### Agriculture
|               | 1988 | 2000 | 2010 | 2020 |
| ------------- | ---- | ---- | ---- | ---- |
| Exploitations | 20   | 8    | 6    | 6    |
| SAU (ha)      | 333  | 392  | 306  | 372  |

La commune est dans la « Bourianne », une petite région agricole occupant une partiede l'ouest du territoire du département du Lot. En 2020, l'orientation technico-économique de l'agriculture  sur la commune est l'élevage d'ovins ou de caprins. Six exploitations agricoles ayant leur siège dans la commune sont dénombrées lors du recensement agricole de 2020 (20 en 1988). La superficie agricole utilisée est de 372 ha,,.

## Culture locale et patrimoine

### Lieux et monuments
- Château de Crabillé (Crabillier ou Crabilhé), inscrit partiellement à l'inventaire supplémentaire des Monuments historiques[28]. La sœur de Joachim Murat habitait dans le hameau de Crabillé une modeste maison rurale. Lorsque Murat devint7 maréchal d'Empire, sa générosité permit à sa sœur de faire construire une belle demeure bourgeoise en 1805 en détruisant une partie du hameau. Le château adopte un plan en U. Les ailes en retour donnent accès à une terrasse. Avec le château ont été construits des bâtiments agricoles.
Caroline Murat vint y faire un séjour. On ne peut affirmer que Napoléon Bonaparte l'ait accompagnée.

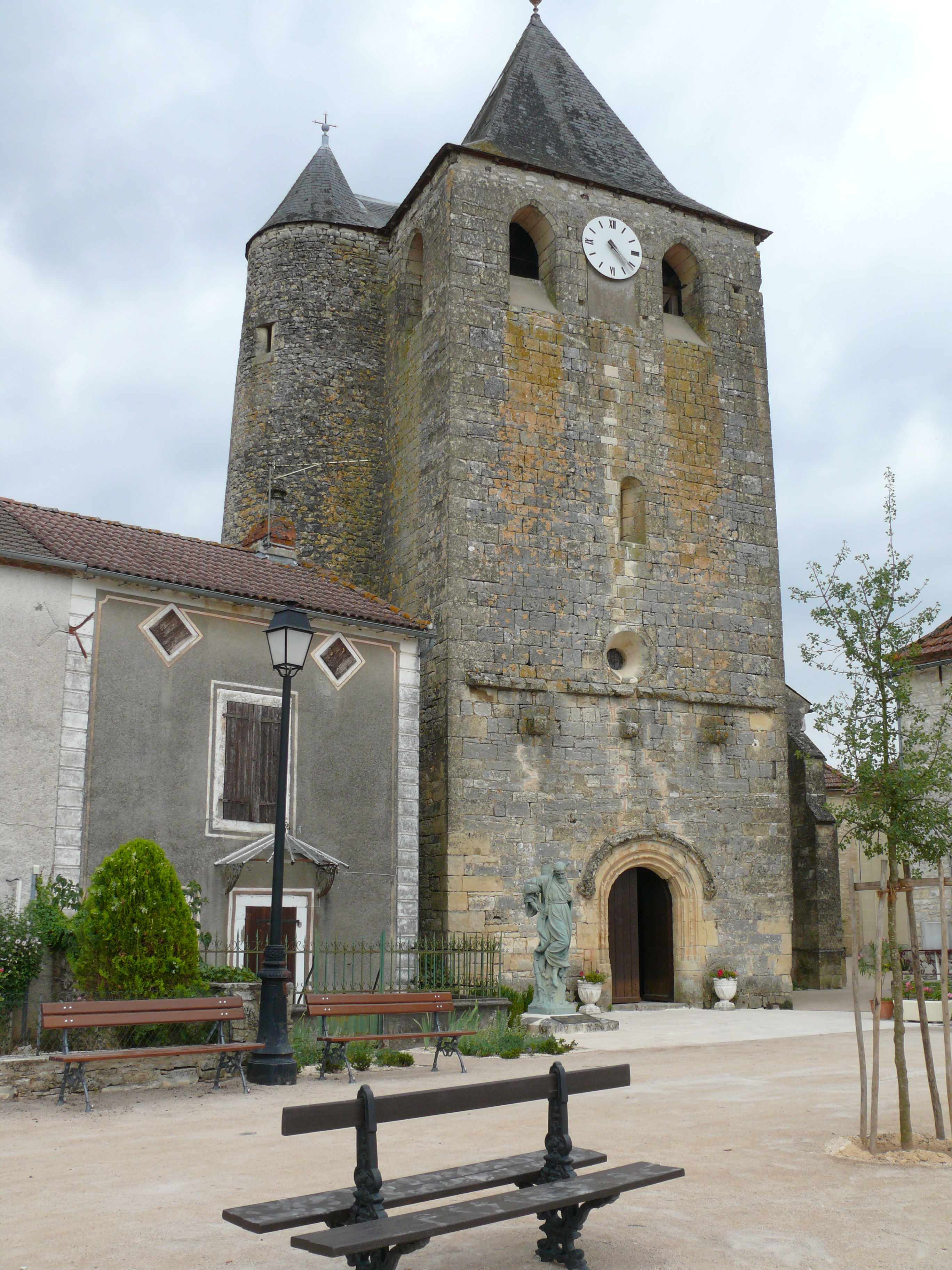
L'église Notre-Dame-de-l'Assomption

- Église Notre-Dame-de-l'Assomption, église relais. L'édifice est référencé dans la base Mérimée et à l'Inventaire général de la région Occitanie[29]. Plusieurs objets sont référencés dans la base Palissy[29]. La première église romane est mentionnée en 1330 dans un acte du pape Jean XXII. L'église (nef, collatéraux et abside) a été reconstruite en 1888-1889 dans un style néo-gothique. mais elle a conservé son clocher avec sa tourelle probablement édifiés à la fin du XVe siècle ou au début du XVIe siècle.
- Chapelle des Pénitents bleus. On ne connaît pas la date de fondation de la confrérie des pénitents bleus à Montgesty, sûrement après 1575, date de fondation de celle de Toulouse. La chapelle est construite à la limite du village vers Catus après l'adjudication des travaux, le 31 août 1845. Les éléments architecturaux intérieurs de la chapelle semblent montrer que la construction a été faite avec des réemplois.
La chapelle a été restaurée en 1964 par le peintre cadurcien Charles Rouquet qui a décoré l'abside, et le maître verrier Dalet qui a réalisé des vitraux.
- Menhir de Courtis : menhir de 2,35 mètres de haut pour 2 mètres de large, la légende veut qu'on y pratiquât jadis des sacrifices humains[30].

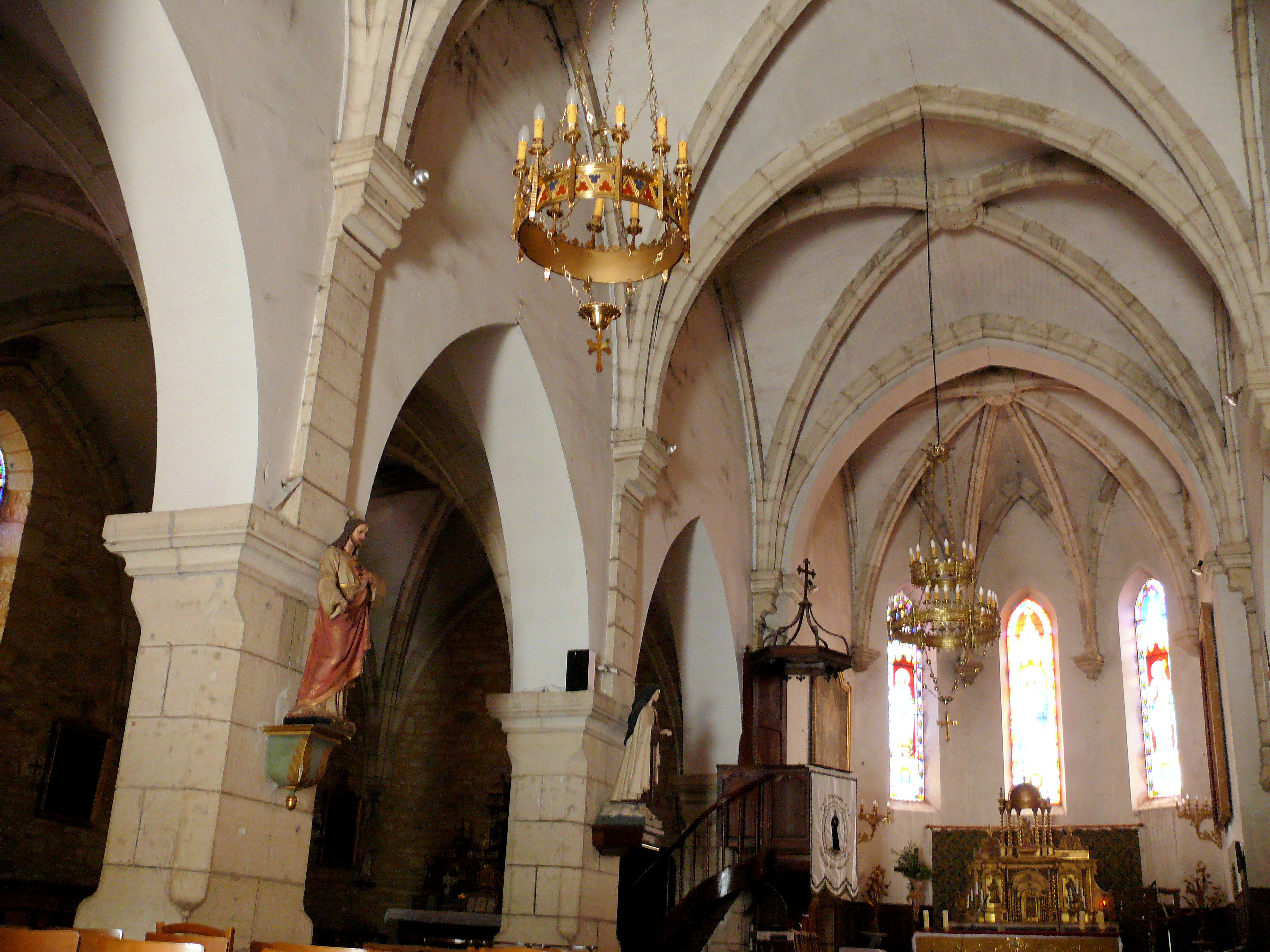
La nef de l'église.
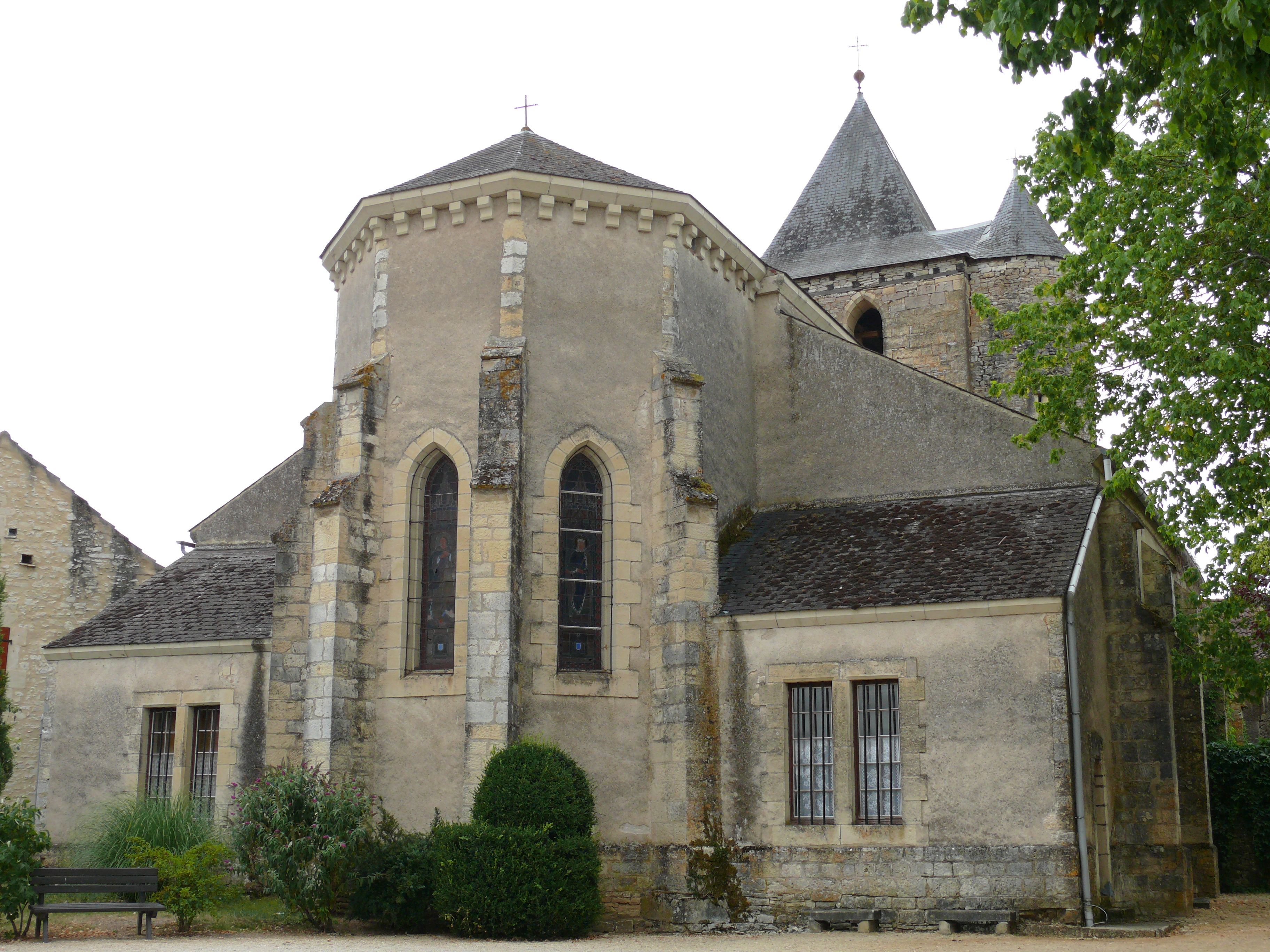
Le chevet de l'église.
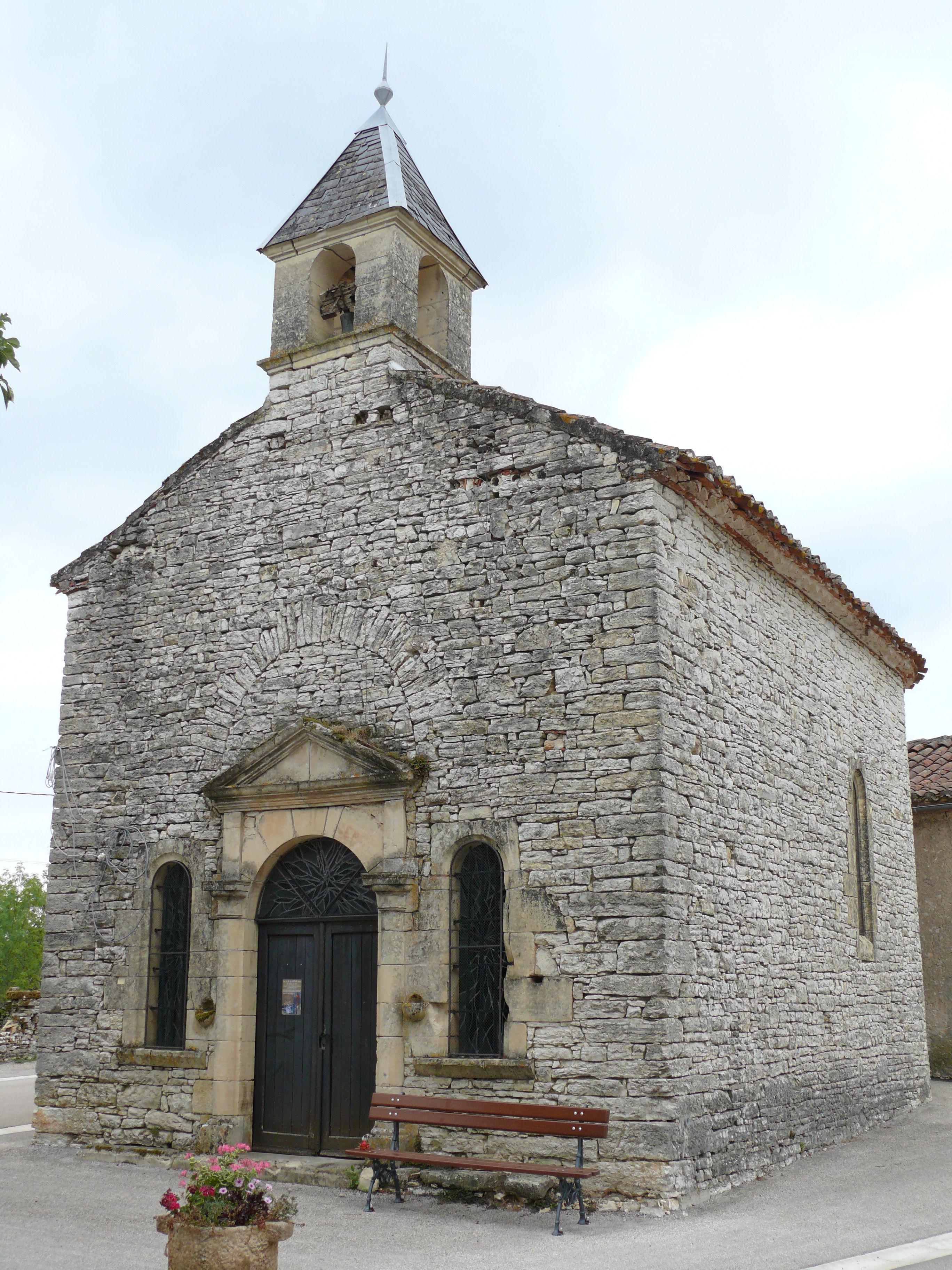
La chapelle des Pénitents bleus.

### Personnalités liées à la commune
- Joseph Lafon de Cayx (1778-1853), homme politique, préfet du Tarn, député du Lot de 1852 à 1853.
- Saint Jean-Gabriel Perboyre est né le 6 janvier 1802 à Montgesty.
- Fabien Galthié, rugbyman et sélectionneur de l'équipe de France, a passé son enfance sur la commune à laquelle il est resté attaché.

#### Site de l'Insee
1. ↑  « La grille communale de densité », sur le site de l'Insee, 28 mai 2024 (consulté le 28 juin 2024).
2. 1 2  Insee, « Métadonnées de la commune de Montgesty ».
3. ↑  « Liste des communes composant l'aire d'attraction de Cahors », sur le site de l'Insee (consulté le 28 juin 2024).
4. ↑  Marie-Pierre de Bellefon, Pascal Eusebio, Jocelyn Forest, Olivier Pégaz-Blanc et Raymond Warnod (Insee), « En France, neuf personnes sur dix vivent dans l’aire d’attraction d’une ville », sur le site de l'Insee, 21 octobre 2020 (consulté le 28 juin 2024).
5. ↑  « REV T1 - Ménages fiscaux de l'année 2018 à Montgesty » (consulté le 5 février 2022).
6. ↑  « REV T1 - Ménages fiscaux de l'année 2018 dans le Lot » (consulté le 5 février 2022).
7. 1 2  « Emp T1 - Population de 15 à 64 ans par type d'activité en 2018 à Montgesty » (consulté le 5 février 2022).
8. ↑  « Emp T1 - Population de 15 à 64 ans par type d'activité en 2018 dans le Lot » (consulté le 5 février 2022).
9. ↑  « Emp T1 - Population de 15 à 64 ans par type d'activité en 2018 dans la France entière » (consulté le 5 février 2022).
10. ↑  « Base des aires d'attraction des villes 2020 », sur site de l'Insee (consulté le 10 avril 2021).
11. ↑  « Emp T5 - Emploi et activité en 2018 à Montgesty » (consulté le 5 février 2022).
12. ↑  « ACT T4 - Lieu de travail des actifs de 15 ans ou plus ayant un emploi qui résident dans la commune en 2018 » (consulté le 5 février 2022).
13. ↑  « ACT G2 - Part des moyens de transport utilisés pour se rendre au travail en 2018 » (consulté le 5 février 2022).
14. ↑  « DEN T5 - Nombre d'établissements par secteur d'activité au 31 décembre 2019 à Montgesty » (consulté le 14 février 2022).
15. ↑  « DEN T5 - Nombre d'établissements par secteur d'activité au 31 décembre 2019 dans le Lot » (consulté le 14 février 2022).

#### Autres sources
1. ↑  Carte IGN sous Géoportail
2. 1 2  Daniel Joly, Thierry Brossard, Hervé Cardot, Jean Cavailhes, Mohamed Hilal et Pierre Wavresky, « Les types de climats en France, une construction spatiale », Cybergéo, revue européenne de géographie - European Journal of Geography, no 501,‎ 18 juin 2010 (DOI 10.4000/cybergeo.23155, lire en ligne, consulté le 14 novembre 2023)
3. ↑  « Zonages climatiques en France métropolitaine. », sur pluiesextremes.meteo.fr (consulté le 14 novembre 2023).
4. ↑  « Orthodromie entre Montgesty et Anglars-Juillac », sur fr.distance.to (consulté le 14 novembre 2023).
5. ↑  « Station Météo-France « Anglars » (commune d'Anglars-Juillac) - fiche climatologique - période 1991-2020 », sur donneespubliques.meteofrance.fr (consulté le 14 novembre 2023).
6. ↑  « Station Météo-France « Anglars » (commune d'Anglars-Juillac) - fiche de métadonnées. », sur donneespubliques.meteofrance.fr (consulté le 14 novembre 2023).
7. ↑  « Climadiag Commune : diagnostiquez les enjeux climatiques de votre collectivité. », sur meteofrance.fr, novembre 2022 (consulté le 14 novembre 2023).
8. ↑  « Les espaces protégés. », sur le site de l'INPN (consulté le 10 mai 2022).
9. ↑  « Liste des espaces protégés sur la commune », sur le site de l'inventaire national du patrimoine naturel (consulté le 2 septembre 2021).
10. ↑  « Réserve de biosphère du bassin de la Dordogne », sur mab-france.org (consulté le 2 septembre 2021).
11. ↑  « Bassin de la Dordogne - zone de transition - fiche descriptive », sur le site de l'inventaire national du patrimoine naturel (consulté le 1er septembre 2021).
12. ↑  « CORINE Land Cover (CLC) - Répartition des superficies en 15 postes d'occupation des sols (métropole). », sur le site des données et études statistiques du ministère de la Transition écologique. (consulté le 14 avril 2021).
13. 1 2  « Les risques près de chez moi - commune de Montgesty », sur Géorisques (consulté le 17 octobre 2022).
14. ↑  BRGM, « Évaluez simplement et rapidement les risques de votre bien », sur Géorisques (consulté le 13 septembre 2022).
15. ↑  « Dossier départemental des risques majeurs dans le Lot », sur lot.gouv.fr (consulté le 13 septembre 2022).
16. ↑  « Dossier départemental des risques majeurs dans le Lot », sur lot.gouv.fr (consulté le 13 septembre 2022), chapitre Mouvements de terrain.
17. 1 2  « Liste des cavités souterraines localisées sur la commune de Montgesty », sur georisques.gouv.fr (consulté le 13 septembre 2022).
18. ↑  « Retrait-gonflement des argiles », sur le site de l'observatoire national des risques naturels (consulté le 13 septembre 2022).
19. ↑  Gaston Bazalgues, À la découverte des noms de lieux du Quercy : Toponymie lotoise, Gourdon, Éditions de la Bouriane et du Quercy, juin 2002, 127 p. (ISBN 2-910540-16-2), p. 66,117.
20. ↑  « Les maires de Montgesty », sur Site francegenweb, 19 février 2011 (consulté le 25 octobre 2017).
21. ↑  L'organisation du recensement, sur insee.fr.
22. ↑  Calendrier départemental des recensements, sur insee.fr.
23. ↑  Des villages de Cassini aux communes d'aujourd'hui sur le site de l'École des hautes études en sciences sociales.
24. ↑  Fiches Insee - Populations de référence de la commune pour les années 2006, 2007, 2008, 2009, 2010, 2011, 2012, 2013, 2014, 2015, 2016, 2017, 2018, 2019, 2020, 2021 et 2022.
25. ↑  « Les régions agricoles (RA), petites régions agricoles(PRA) - Année de référence : 2017 », sur agreste.agriculture.gouv.fr (consulté le 14 février 2022).
26. ↑  Présentation des premiers résultats du recensement agricole 2020, Ministère de l’agriculture et de l’alimentation, 10 décembre 2021
27. ↑  « Fiche de recensement agricole - Exploitations ayant leur siège dans la commune de Montgesty - Données générales », sur recensement-agricole.agriculture.gouv.fr (consulté le 14 février 2022).
28. ↑  « Château de Crabillé », notice no PA00125604, sur la plateforme ouverte du patrimoine, base Mérimée, ministère français de la Culture.
29. 1 2  « Église paroissiale Notre-Dame de l'Assomption », sur pop.culture.gouv.fr (consulté le 6 juin 2021).
30. ↑  Bruno Marc, Dolmens et menhirs du Quercy, Sète, Nouvelles Presses du Languedoc, 2010, 165 p. (ISBN 978-2-35414-036-6), p. 114.